# Tigatuzumab
Il Tigatuzumab o CS-1008 è un anticorpo monoclonale studiato per il trattamento di varie forme di tumore.
Nell'ottobre 2009, è stato completato un trial clinico per il trattamento del cancro del pancreas; sono in esecuzione studi di Fase II per il cancro del colon-retto e per il cancro ai polmoni non a piccole cellule e, inoltre, è stata approvata uno studio per il cancro ovarico.
Il target del farmaco è il recettore della superfamiglia dei fattori di necrosi tumorali TNFRSF10B, una proteina che è sovraespressa in molti tipi di tumore.